# Duché de Dentelin
Pour les articles homonymes, voir Dentelin (homonymie).
511? / 584 – 639
Entités précédentes :
- Neustrie

Entités suivantes :
- Neustrie

Le duché de Dentelin est une région du royaume franc à l'époque mérovingienne. Situé en partie dans la future Normandie, il s'étendait sur tout ou partie de la Picardie et des Flandres actuelles.

## Sources
Les seules sources authentiques relatives au Dentelin sont deux passages de la Chronique de Frédégaire. Le livre IV a été rédigé vers 660, soit à une distance d'une trentaine d'années des faits relatés. Le duché du Dentelin est, jusqu'à la fin de l'époque mérovingienne, mentionné sans autres précisions dans quelques traités.
« Chlotharius oppressus vellit nollit per pactiones vinculum firmavit ut inter Segona et Legere usque Ocianum et Brittanorum limite pars Teuderici haberit, et per Secona et Esera docatum integrum Denteleno usque Ocianum mare Theudebertus reciperit. Duodicem tantum pagi inter Esara et Secona et mare litores Ociani Chlothario remanserunt. »
— Chronicon Fredegari, IV 20
« Austrasiorum omnes primati pontevecis citirique leudis Sogyberti manue eorum ponentes insuper sacramentis firmaverunt ut Neptreco et Burgundia soledato ordene as regnum Chlodouiae post Dagoberti discessum aspecerit. Aoster vero idemque ordine soledato eo quod et de populo et de spacium terre esset quoaequans ad regum Sigyberti idemque in integretate deberit aspecere et quicquid ad regnum Aostrasiorum iam olem pertenerat hoc Sigybertus rex suae dicione rigendum reciperet a et perpetuo dominandum haberit excepto docato Dentileni quod Austrasius iniquiter fuerat iterum as Neustrasius subjungeretur et Chlodoveo regimene subgiceretur...sed has pacciones Austrasiae terrorem Dogoberti quoacti velint nonlint firmasse visi sunt. »
— Chronicon Fredegari, IV 76
Tout ce qu'on sait sur ce duché se trouve dans ces quelques lignes d'une part et d'autre part dans les analyses du contexte archéologique, menées le plus souvent grâce à des bénévoles et publiées à l'occasion de colloques locaux.

## Histoire
Ce duché forma sous les Mérovingiens, aux VIe siècle et VIIe siècle, un grand fief qui appartint d'abord aux rois de Neustrie ; mais en l'an 600, à la suite de la bataille de Dormelles, Clotaire II fut obligé de le céder par le traité de de Compiègne à Thibert II, roi d'Austrasie, puis le récupéra en 613 par sa victoire sur les Austrasiens. Depuis cette époque, le duché de Dentelin reste uni à la Neustrie et cesse de figurer dans l'histoire.
Il s'étendait, selon le texte source, entre la Manche, la Seine et l'Oise. Division, au nord de ce fleuve et à l'ouest de cette rivière, du royaume romain de Syagrius (la Gaule au nord du Morvan et de la Loire réduite de la Bretagne) conquis par les garnisons franques de Tournai et de Cambrai conduites par Clovis, il comportait douze pays, c'est-à-dire douze fractions de cités, au moins pour la partie qui revint à Clotaire. Le texte ne précise pas en effet si ce que Clotaire a réussi à conserver était un territoire contigu, ou un certain nombre de territoires dispersés à l'intérieur, ou une partie entière du Dentelin ou même presque tout le duché (par exemple à l'exception du pays de Caux et du Roumois, parties au nord de la Seine appartenant à la province armoricaine de Lyonnaise troisième) mais laisse juste entendre que le territoire n'est pas resté entier (« docatum integrum… usque ocianum ») ; l'auteur a visiblement eu du mal à se faire préciser les choses qui n'étaient peut-être effectivement pas tranchées : la dispute était réelle et violente (« terrorem Dogoberti quoacti velint nonlint »), d'autant plus qu'elle avait moins de réalité sur le terrain.

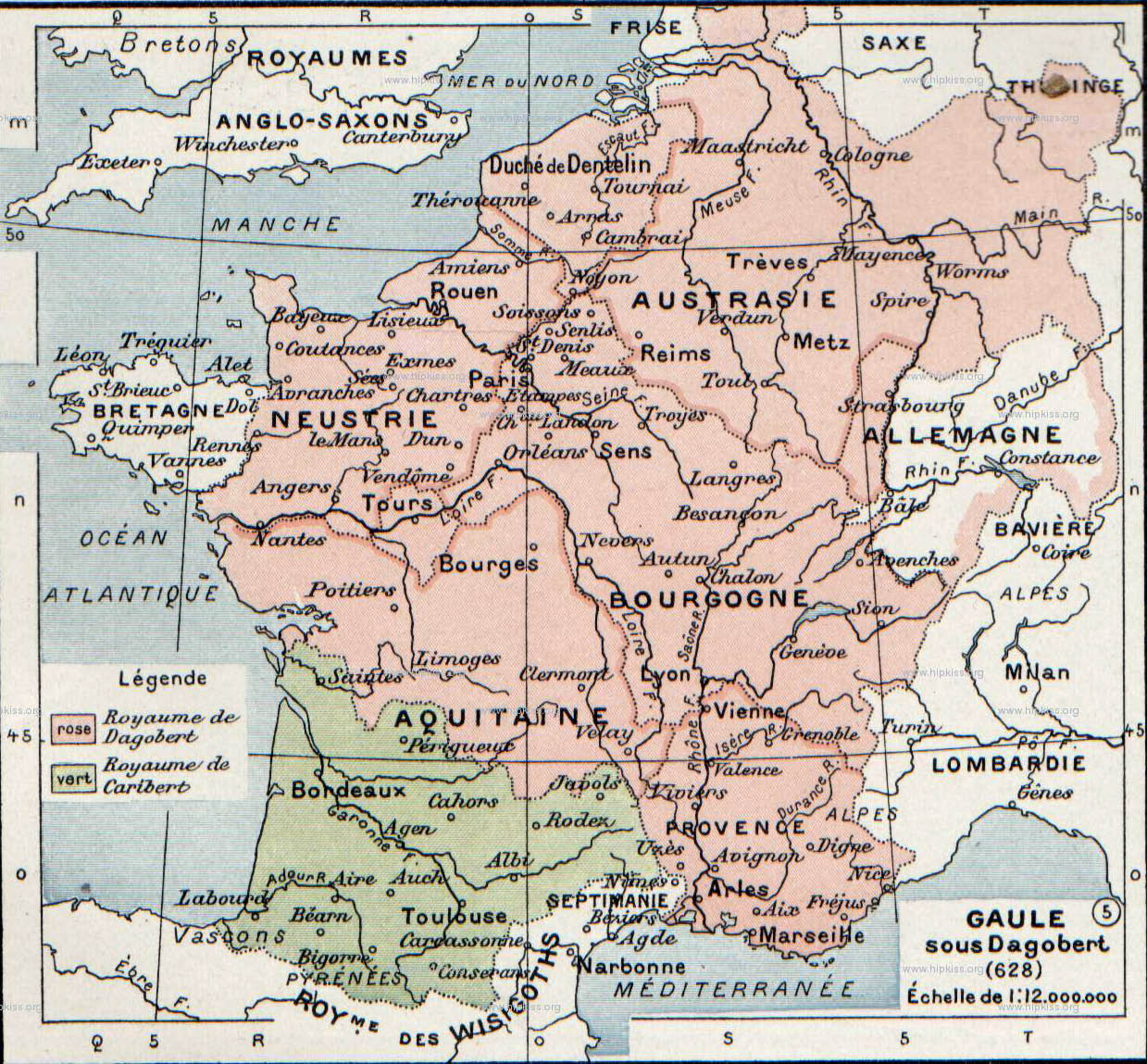
Territoires francs à l'avènement de Dagobert Ier, en 629.

La ligne de fortifications le long de la Somme au Bas-Empire a pu faire supposer que ce fleuve en constituait une frontière sans qu'on puisse préciser si c'était au nord ou au sud ni si cette ligne l'a été alternativement ni même si au contraire elle en constituait l'échine. La présence active saxonne et franque à cette époque dans ce qui est aujourd'hui la région Hauts-de-France (Thérouanne, Arras, Cambrai, Tournai) et la relative indépendance des puissants évêques de Rouen, Beauvais et Amiens, ainsi que le désintérêt corollaire des Francs pour ces diocèses romains (Wandrille récupère un terrain abandonné par les rois mérovingiens pour fonder son abbaye de Fontenelle) et l'absence de mention ultérieure du Dentelin dans ces mêmes diocèses que traduit cette indépendance, ne laissent pas d'interroger sur ce que devait être ce « duché », c'est-à-dire initialement un gouvernement régional militaire (dans le même mouvement sont créés pour des feudataires francs les duchés d'Alsace, d'Aquitaine, etc.)